# Çerkeş
Çerkeş là một huyện thuộc tỉnh Çankırı, Thổ Nhĩ Kỳ. Huyện có diện tích 986 km² và dân số thời điểm năm 2007 là 14601 người, mật độ 15 người/km².